# Шульц, Антон Отто Леопольд Александрович фон
Антон Отто Леопольд Александрович фон Шульц (нем. Anton Otto Leopold Schultz; 1792—1842) — российский врач, доктор медицины, действительный статский советник.

## Биография
Родился 3 (14) марта 1792 года в Лифляндской губернии.
Учился в Дерптской гимназии. Высшее образование получил на медицинском факультете Императорского Дерптского университета и там же в Дерпте в 1812 году, по защите диссертации «De medici ad rempublicam relatione», удостоен был степени доктора медицины. 
Был назначен бригадным доктором в Новгородское ополчение и управлял его военным госпиталем, а с апреля 1813 года в качестве военврача находился в корпусе герцога Александра Виртембергского при осаде крепости Данциг, причем во время сражений 18 и 19 октября перевязывал раненых под неприятельскими выстрелами. Затем фон Шульц состоял доктором при Главной квартире большой действующей армии и побывал с ней в Царстве Польском, Пруссии, Саксонии и Баварии. 
В 1816 году Антон Отто Леопольд Александрович фон Шульц уволенный, по собственному прошению, от военно-медицинской службы, был определён (в мае 1817 года) главным штаб-лекарем в штат Московской полиции. Состоя в этой должности до конца 1825 года, фон Шульц развил занимался устройством, по поручению Московской управы благочиния, пяти «случайных» больниц и больницы на Воробьевых горах, по поручению комиссии для сооружения храма во имя Христа Спасителя, при коей также с 1822 года состоял доктором, безвозмездно принимая пациентов на Воробьевых горах до учреждения там больницы. Когда же в 1827 году эта больница была закрыта, фон Шульц, в числе прочих служащих, был уволен от занимаемой им должности, награждён полугодовым жалованьем и по распоряжению Министра внутренних дел назначен членом Медицинской конторы. 
Занимаясь в то же время частной врачебной практикой, Шульц, в числе прочих, применял способы лечения магнетизмом, обратившие на себя внимание высочайших особ. В 1833 году фон Шульц, перешёл на службу в комиссариатский штат Военного министерства и был назначен директором казённой лосиной фабрики и состоящего при ней кожевенного завода, а в 1835 году был перемещён директором Павловской казённой суконной фабрики. 
В 1837 году, в награду за добросовестную службу, фон Шульц был произведён в действительные статские советники, а через год переведён на службу в Комиссию внутренних и духовных дел и народного просвещения Царства Польского и был назначен вице-директором отделения Общего управления в Варшаве. В 1839 году ему было поручено также исполнять должность директора отделения промышленности и художеств в той же комиссии.
В 1841 году фон Шульц вышел в отставку и уехал в свое имение Костромской губернии, где 27 июля (8 августа) 1842 года был убит «возмутившимися» крестьянами.
Из медицинских сочинений фон Шульца на русском языке наиболее известны два: одно оригинальное — «О лечении минеральными водами, как натуральными, так и искусственными» (Москва, 1838) и другое переводное Гуфеланда — «Enchiridion medicum».
Был женат на первой начальнице Царскосельского училища девиц духовного звания Надежде Павловне Шиповой; в браке у них родились Павел (1831—1905), Елизавета (1833-?) и Сергей (1837—1910).